# Triméthylammonium
 (février 2011).
Si vous disposez d'ouvrages ou d'articles de référence ou si vous connaissez des sites web de qualité traitant du thème abordé ici, merci de compléter l'article en donnant les références utiles à sa vérifiabilité et en les liant à la section « Notes et références ».
 (février 2011).
L'ion triméthylammonium est un cation ammonium tertiaire : l'ion ammonium présente trois groupes alkyles de substitution (groupes méthyles).
Ce cation est l'acide conjugué de la triméthylamine.

## Couple Acide-Base
Le couple Acide-Base concerné est :
- ion ammonium tertiaire / amine tertiaire
- (CH3)3NH+/(CH3)3N

## Équation Acide/Base desolvatation
Les demi-équations Acide-Base sont :
- (CH3)3NH+  {\displaystyle \rightleftharpoons }  H+ + (CH3)3N
- H2O + H+  {\displaystyle \rightleftharpoons }  H3O+

L'équation Acide-Base de dilution est donc :
- (CH3)3NH+ + H2O  {\displaystyle \rightleftharpoons }  H3O+ + (CH3)3N